# Coppa Italia di pallacanestro maschile 1973
La Coppa Italia 1973 è stata la sesta edizione della competizione di pallacanestro maschile.
Come nell'edizione precedente, la fase finale della Coppa Italia è stata preceduta da un'altra a carattere regionale, riservata alle squadre di Serie B, Serie C e Serie D. Dopo un incontro di qualificazione, ai sedicesimi di finale (disputati in gara unica) sono ammesse le squadre di Serie A; Milano, vincitore della passata edizione, è invece ammesso ai quarti, ovvero quattro concentramenti da quattro squadre ognuno. Le quattro vincitrici partecipano alla Final Four di Roma.
Torna alla vittoria la Pallacanestro Varese, giunta già al quarto titolo in sole sei edizioni di Coppa.

## Qualificazione
L'incontro è stato disputato il 7 marzo 1973.
| Squadra 1         | Risultato | Squadra 2       |
| ----------------- | --------- | --------------- |
| Libertas Brindisi | 91-53     | Libertas Matera |

## Sedicesimi di finale
I sedicesimi si sono disputati il 14 marzo 1973.
| Squadra 1                    | Risultato | Squadra 2           |
| ---------------------------- | --------- | ------------------- |
| Athletic Genova              | 50-88     | Libertas Asti       |
| Basket Club Fratta Umbertide | 53-74     | V.L. Pesaro         |
| G.S. Riva                    | 45-65     | Candy Brugherio     |
| Libertas Brindisi            | 78-86     | Fortitudo Bologna   |
| U.S. Palermo                 | 69-101    | Virtus Bologna      |
| Congregazione Cagliari       | 59-98     | Brill Cagliari      |
| UG Goriziana                 | 80-81     | Reyer Venezia       |
| Basket Mestre                | 64-81     | Petrarca            |
| Juvecaserta                  | 76-96     | Amici Pall. Udinese |
| Libertas Forlì               | 81-71     | Robur Varese        |
| Ponterosso Firenze           | 43-109    | Pall. Cantù         |
| Olimpia Reggio Calabria      | 62-104    | Partenope           |
| Birichin Torino              | 50-88     | Milano 1958         |
| Sutor Montegranaro           | 60-99     | Stella Azzurra      |
| Sport Club Catania           | 35-132    | Pall. Varese        |

## Quarti di finale
dal 26 aprile al 6 maggio 1973

### Concentramento a Bologna
- Olimpia Milano - Candy Brugherio 91-67
- Libertas Asti -  V.L. Pesaro 85-70
- Libertas Asti -  Olimpia Milano 82-78

### Concentramento a Cremona
- Brill Cagliari -  Reyer Venezia 79-77
- Fortitudo Bologna -  Virtus Bologna 67-61
- Brill Cagliari -  Fortitudo Bologna 82-73

### Concentramento a Forlì
- Pall. Cantù -  Libertas Forlì 92-73
- Petrarca -  Amici Pall. Udinese 110-80
- Pall. Cantù -  Petrarca 75-65

### Concentramento a Roma
- Partenope -  Milano 1958 88-82
- Pall. Varese -  Stella Azzurra 108-72
- Pall. Varese -  Partenope 119-84

## Final Four

### Semifinali
10 maggio 1973
- Pall. Varese -  Pall. Cantù 92-70
- Libertas Asti -  Brill Cagliari 86-77

### Finale 3º posto
11 maggio 1973
- Pall. Cantù -  Brill Cagliari 86-77

### Finale 1º posto
11 maggio 1973
a Roma:
- Pall. Varese -  Libertas Asti 94-65

## Verdetti
- Vincitore della Coppa Italia:  Ignis Varese
- Formazione: Edoardo Rusconi, Ottorino Flaborea, Franco Bartolucci, Marino Zanatta, Dino Meneghin, Ivan Bisson, Bob Morse, Aldo Ossola, Paolo Polzot, Massimo Lucarelli. Allenatore: Aza Nikolić.